# San Francisco Lempa
San Francisco Lempa é um município do departamento de Chalatenango, em El Salvador. Sua população estimada em 2007 era de 862 habitantes.